# Armand Penverne
Armand Penverne (Pont-Scorff, 26 novembre 1926 – Marsiglia, 27 febbraio 2012) è stato un allenatore di calcio e calciatore francese.

## Carriera

### Giocatore

#### Club
Penverne iniziò la sua carriera nel calcio professionistico nello Stade de Reims con cui giocò per dodici anni. Durante questo periodo arrivarono i maggiori successi tra cui quattro campionati francesi, una Coppa Latina e due finali di Coppa dei Campioni disputate nel 1956 e nel 1959. Proprio nel 1959, Penverne passò al Red Star Paris, squadra che, all'epoca, militava in Division 2 e, dopo una sola stagione, si trasferì al Limoges dove chiuse la carriera come calciatore nel 1962.

#### Nazionale
Penverne giocò per la Nazionale francese dal 1952 al 1959. Disputò la Coppa del Mondo del 1954 e del 1958, quest'ultima fu particolarmente importante per la Francia perché ottenne il terzo posto. La sua ultima partita con i Blues fu l'incontro valido per le qualificazioni a Euro 1960 contro l'Austria del 13 dicembre 1959, vinta dai transalpini per 5-2.

### Allenatore
Perverne ebbe una breve esperienza come allenatore prima nell'Olympique Marsiglia, dove sostituì Otto Glória, e poi nell'ES La Ciotat.

## Palmarès

### Giocatore

#### Club
- Campionato francese: 4

Stade de Reims: 1948-1949, 1952-1953, 1954-1955, 1957-1958
- Coppa di Francia: 2

Stade de Reims: 1949-1950, 1957-1958
- Supercoppa francese: 2

Stade de Reims: 1955, 1958
- Coppa Latina: 1

Stade de Reims: 1953
- Coppa Charles Drago: 1

Stade de Reims: 1954